# Arma de ar Kunitomo
A Arma de ar Kunitomo era um rifle de ar comprimido criado por volta de 1820, pelo inventor japonês Kunitomo Ikkansai que desenvolveu vários métodos de fabricação de armas, além desse rifle de ar comprimido baseado no estudo do conhecimento ocidental ("rangaku") adquirido dos holandeses em Dejima.